# Lubianka (Pieniężno)
Lubianka (deutsch Liebenthal) ist ein Dorf in der polnischen Woiwodschaft Ermland-Masuren. Es gehört zur Stadt- und Landgemeinde Pieniężno (Mehlsack) im Powiat Braniewski (Kreis Braunsberg).

## Geographische Lage
Das kleine Dorf Liebental, dessen Namensschreibweise erst nach 1900 Liebenthal war, wurde 1874 als Landgemeinde in den neu errichteten Amtsbezirk Lichtenau (polnisch Lechowo) im ostpreußischen Kreis Braunsberg, Regierungsbezirk Königsberg, aufgenommen und gehörte bis 1945 dazu.
Im Jahre 1910 waren in Liebenthal 247 Einwohner registriert. Ihre Zahl veränderte sich bis 1933 auf 194 und belief sich 1939 auf 179.
Im Jahre 1945 wurde das gesamte südliche Ostpreußen in Kriegsfolge an Polen abgetreten. In diesem Zusammenhang erhielt Liebenthal die polnische Namensform „Lubianka“. Heute ist das Dorf eine Ortschaft im Verbund der Gmina Pieniężno (Stadt- und Landgemeinde Mehlsack) im Powiat Braniewski (Kreis Braunsberg), von 1975 bis 1998 der Woiwodschaft Elbląg, seither der Woiwodschaft Ermland-Masuren zugehörig. Im Jahre 2021 zählte Lubianka 33 Einwohner.

## Religion
Bis 1945 war Liebenthal in die evangelische Pfarrkirche Mehlsack in der Kirchenprovinz Ostpreußen der Kirche der Altpreußischen Union eingepfarrt. Seit 1945 gehören die evangelischen Einwohner Lubiankas zur Diözese Masuren der Evangelisch-Augsburgischen Kirche in Polen.
Für die römisch-katholischen Dorfbewohner ist seit Alters her Lechowo (Lichtenau) das Pfarrzentrum. Es gehört zum Dekanat Górowo Iławeckie (Landsberg) im Erzbistum Ermland.

## Verkehr
Lubianka liegt südlich der Woiwodschaftsstraße 512 und ist über den Abzweig in Łoźnik (Lotterfeld) in Richtung Wopy (Woppen) zu erreichen. Auch endet eine Nebenstraße von Lechowo (Lichtenau) kommend in Lubianka.
Eine Bahnanbindung besteht nicht.